# 독수리류

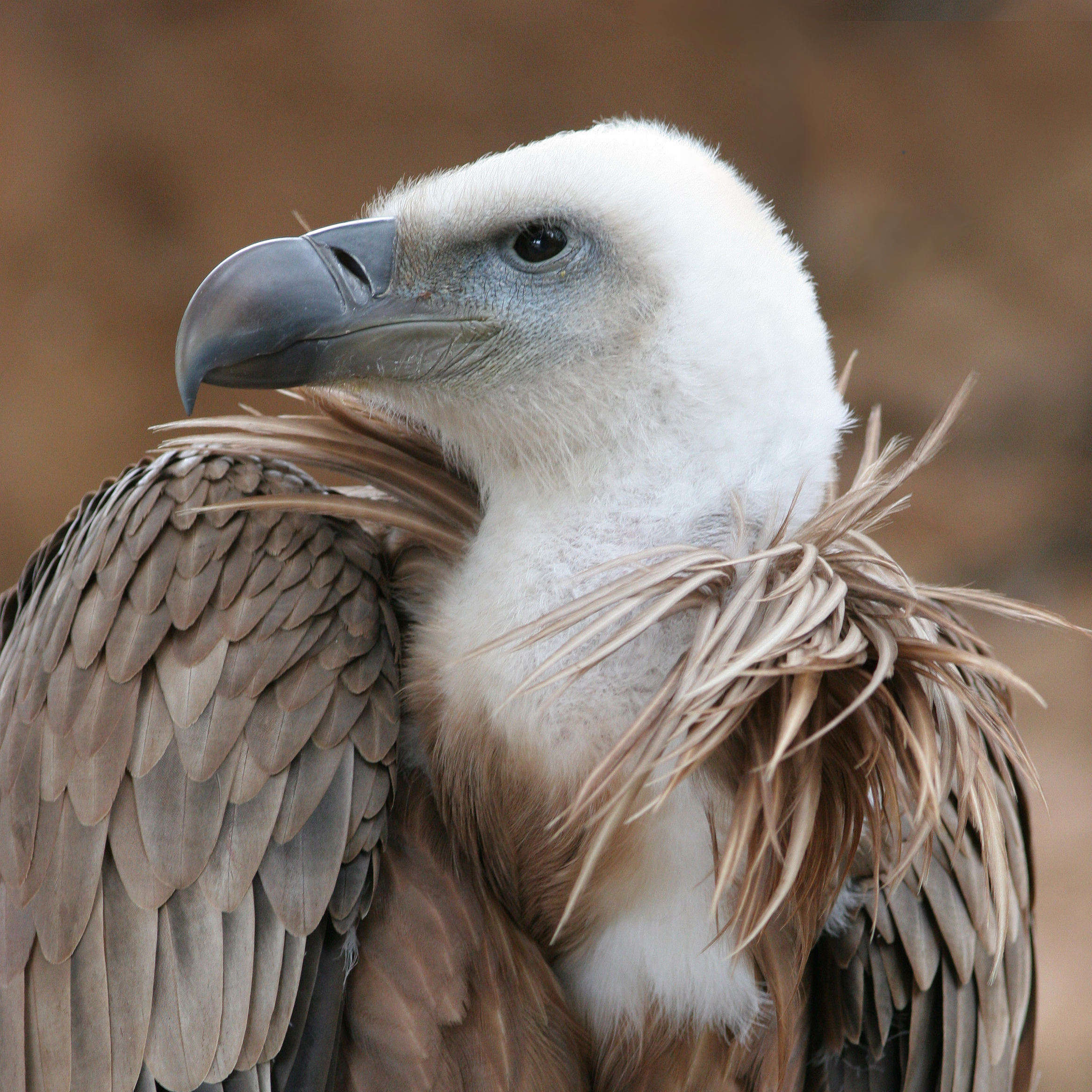
그리폰독수리

독수리(vulture)는 청소 동물이자 맹금류이다. 독수리에는 두 유형이 있는데, 하나는 캘리포니아콘도르와 안데스콘도르를 포함하는 신세계독수리이고 나머지 하나는 아프리카 평지의 죽은 동물의 사체를 청소하는 새들을 포함하는 구세계독수리이다.

## 구세계독수리
- 독수리, Aegypius monachus
- 그리폰독수리, Gyps fulvus
- 흰등독수리, Gyps bengalensis
- 루펠독수리, Gyps rueppelli
- 인도독수리, Gyps indicus
- 가는부리독수리, Gyps tenuirostris
- 고산대머리수리, Gyps himalayensis
- 아프리카흰등독수리, Gyps africanus
- 케이프독수리, Gyps coprotheres
- 모자쓴독수리, Necrosyrtes monachus
- 붉은머리독수리, Sarcogyps calvus
- 주름민목독수리, Torgos tracheliotos
- 흰머리검은독수리, Trigonoceps occipitalis
- 수염수리 (Lammergeier), Gypaetus barbatus
- 이집트대머리수리, Neophron percnopterus
- 팜너트독수리, Gypohierax angolensis

## 신세계독수리
- 검은대머리수리 Coragyps atratus
- 터키독수리 Cathartes aura
- en:Lesser yellow-headed vulture Cathartes burrovianus
- en:Greater yellow-headed vulture Cathartes melambrotus
- 캘리포니아콘도르 Gymnogyps californianus
- 안데스콘도르 Vultur gryphus
- 오색머리콘도르 Sarcoramphus papa

## 같이 보기
- 자타유
- 벌처펀드
- 독수리
- 수리류